# Chetogena rondaniana
Chetogena rondaniana là một loài ruồi trong họ Tachinidae.